# Cnidoin
Cnidoin ist ein elastisches Protein, das von einigen Nesseltieren (Cnidarien) gebildet wird.

## Eigenschaften
Cnidoin kommt in Cnidarien in den Nesselkapseln (Nematocyst) vor und ist an deren Entladung beteiligt, die zu den schnellsten Bewegungen in Lebewesen gehört. Cnidoin besitzt eine Homologie zu Proteinen aus der Spinnenseide. Cnidoin lagert sich zu Faserbündeln zusammen.